# Ernie Henry
Ernie Henry est un saxophoniste alto américain de jazz né le 3 septembre 1926 à Brooklyn (New York) où il est mort le 29 décembre 1957. Découvert par Tadd Dameron, il se fait remarquer par sa collaboration avec Dizzy Gillespie et sa présence sur l'album Brilliant Corners de Thelonious Monk.

## Biographie

### Jeunesse
Henry grandit dans un environnement musical et apprend à jouer du piano vers l'âge de huit ans. À dix ans il s'initie au violon et deux ans plus tard au cours de ses études, il opte pour le saxophone alto,. Son service militaire achevé, le pianiste Tadd Dameron le remarque et lui propose en 1947 de rejoindre son groupe qui se produit notamment au club new-yorkais Famous door situé sur la 52e rue. Henry se fait remarquer avec ce groupe et participe aux enregistrements de Dameron pour les labels Savoy et Blue Note.

## Carrière musicale
Ses débuts prometteurs auprès de Dameron en 1947 lui permettent cette année-là de jouer avec plusieurs groupes, dont ceux menés par les trompettistes Fats Navarro ou Kenny Dorham, les saxophonistes Charlie Ventura ou Georgie Auld ainsi que le batteur Max Roach. De 1948 à 1949 il intègre l'orchestre du trompettiste Dizzy Gillespie. À partir de 1950 il joue avec le groupe du saxophoniste Illinois Jacquet avec lequel il part en tournée et qu'il quitte l'année suivante. Sur la période qui suit jusqu'à 1956, Henry rejoint Brooklyn et s'éloigne de la scène jazz, se manifestant uniquement à l'occasion de quelques jam sessions,. À son retour en 1956, Henry collabore avec son ami Thelonious Monk, en particulier lors de la dernière séance d'enregistrement de l'album Brilliant Corners. Il accompagne aussi le contrebassiste Charles Mingus cette année-là. En 1957, il rejoint le nouvel orchestre de Gillespie avec lequel il part en tournée. À cette période il enregistre également ses trois premiers albums pour le label Riverside.

### Décès
Très dépendant à l’héroïne pendant ses dernières années, il meurt brutalement d'une overdose dans la matinée du 29 décembre 1957 alors qu'il semblait s'en être débarrassé depuis un an.

## Style
Il a un son bien identifiable malgré le fait qu'il ait été très influencé par Charlie Parker,. Son jeu sur l'album Brilliant Corners marque une évolution de son influence parkérienne avec un son plus vivant et resserré à l'image du comportement de Jackie McLean.

## Discographie
En leader
En tant que leader il enregistre trois albums de 1956 à 1957 avec la participation de Kenny Dorham, Kenny Drew, Wynton Kelly, Wilbur Ware, Art Taylor, Philly Joe Jones.
| 1. Gone With the Wind 2. Orient 3. Free Flight 4. Checkmate 5. Active Ingredients 6. I Should Care 7. Cleo's Chant |

| 1. Autumn Leaves 2. Beauty and the Blues 3. All the Things You Are 4. Melba's Tune 5. S'posin' 6. Ba-Lue Bolivar Ba-Lues-Are 7. Like Someone in Love 8. Cleo's Chant |

| 1. I Get a Kick Out of You 2. My Ideal 3. I've Got the World on a String 4. Sweet Lorraine 5. Soon 6. Lover Man 7. Specific Gravity 8. Like Someone in Love |

En sideman (partielle)
| Leader                                     | Sortie  | Label             | Nom de l'album                                |
| ------------------------------------------ | ------- | ----------------- | --------------------------------------------- |
| Fats Navarro                               | 1947-49 | Blue Note Records | Prime Source                                  |
| Art Blakey's Jazz Messengers & James Moody | 1948    | EMI               | New Sounds                                    |
| Fats Navarro                               | 1951    | Savoy Records     | Memorial: Fats - Bud - Klook - Sonny - Kinney |
| Matthew Gee                                | 1956    | Riverside         | Jazz By Gee!                                  |
| Thelonious Monk                            | 1957    | Riverside         | Brilliant Corners                             |
| Kenny Dorham                               | 1957    | Riverside         | 2 Horns/2 Rhythm                              |
| Kenny Dorham                               | 1957    | Jazzland          | Kenny Dorham and Friends                      |
| Dizzy Gillespie                            | 1957    | Verve Records     | At Newport                                    |